# 笹川臨風
笹川 臨風（ささかわ りんぷう、1870年9月2日〈明治3年8月7日〉 - 1949年〈昭和24年〉4月13日）は、日本の歴史家、評論家、俳人。本名は種郎（たねお）。

## 経歴
1870年、東京府神田末広町（現・千代田区外神田）で生まれた。父の義潔は旧幕臣で、後に内務省土木局に勤務し、大阪、名古屋などで勤務したため、一家は各地を転々とした。旧制愛知県立中学校（現愛知県立旭丘高等学校）、第三高等中学校を経て、帝国大学（現東京大学）国史科を卒業。
卒業後は教員となり、旧制宇都宮中学校（現栃木県立宇都宮高等学校）校長等を経て明治法律学校教授（のち明治大学に昇格）となったが、1920年に学長木下友三郎と田島義方学監の退任を求めた植原・笹川事件が起こり、学生を扇動した罪により解職された。大学と学生間で和解が成立し、1921年に復職が認められるが、明治大学には戻らなかった。東洋大学教授に就任。1924年、東山文化を論じた学位論文『東山時代の文化』を東京帝国大学に提出して文学博士号を取得。また、日本美術史研究でも第一人者と見られていたが、1934年に肉筆浮世絵の大規模な偽造事件（春峯庵事件）で、偽作であった絵の推薦文を書いていたため、詐欺の共犯容疑で警察に勾留された。
1949年4月13日、東京都文京区西片町の自宅で死去。墓所は豊島区駒込の染井霊園。

## 研究内容・業績
歴史書、美術批評、小説など幅広い著述活動を行った。

### 文学者として
- 高山樗牛の友人で、ともに「帝国文学」の編集に携わった。高山の没後には、姉崎正治とともに『樗牛全集』を編集した。
- 赤門派の俳人でもあり、1909年には「文藝革新会」の結成を提唱した。

### 史料編纂
- 末松謙澄のもとで毛利家の史料を整理し、『防長回天史』編纂に携わった。また「小右記」「中右記」などの公家日記を収めた『史料大成』（1934-1944、臨川書店で新版）の編集も行い、史学の発展に貢献した。

## 著作

### 著書
- 『支那小説戯曲小史』東華堂 1897
- 『日本地気論』普及舎 1898
- 『支那文学史』博文館 1898
- 『岳飛』博文館 1899
- 『雨糸風片』博文館 1900
- 『奈良朝』博文館 1901
- 『元禄時勢粧』博文館 1901
- 『日本文学史』文学社 1901
- 『遊侠伝』文武堂 1901
- 『国史要』内田老鶴圃 1904
- 『時代と人物』春陽堂 1908
- 『日本帝国史』内田老鶴圃 1910
- 『南朝五十七年史』新潮社 1911
- 『南朝正統論』春陽堂 1911
- 『日蓮上人』同文館 1912
- 『男性美』敬文館 1912 - 1913
- 『新田左中将』同文館、歴史物語 1913
- 『山中鹿之助』中央書院 1913
- 『画趣と詩味』中央書院 1913
- 『織田信長』(歴史物語) 中央書院 1914
- 『伊達模様』(歴史小説) 中央書院 1914
- 『豊公英雄録』通俗教育普及会出版部 1915
- 『古人に学べ』東亜堂書房 1917
- 『現代美術』美術叢書刊行会 1917
- 『舞殿』平和出版社 1917
- 『画を見に行く人の為に』正午出版社 1917
- 『自然美と芸術美』正午出版社 1917
- 『江戸むらさき』実業之日本社 1918
- 『淀君 小説』博多久吉 1918
- 『処世活用荘子講話』明誠館 1919
- 『古跡めぐり 趣味の旅』博文館 1919
- 『渡辺崋山』芸艸堂 1921
- 『自然と文化との諧調』博文館 1922
- 『江戸と上方』国史講習会 1922
- 『児玉党』（私家版） 1923
- 『日扇上人』総務局刊行部 1923
- 『京鹿子』(歴史小説) 博文館 1923
- 『流転 応仁秘史』博文館 1926
- 『東山時代の文化』創元社 1928
- 『悟道の跡 南嶺哀話』苅萱社 1928
- 『日本の名画』(日本児童文庫) アルス 1929
- 『日本文化史』雄風館書房 1934
- 『元禄義挙の顛末』遠藤書店 1941
- 『赤穂義士研究』大東書館 1942
- 『和歌から見た日本女性』国民教育会出版部 1943
- 『邦楽』創元社 1944
- 『明治還魂紙』亜細亜社 1946

### 共著
- 『新撰国史談』（三島吉太郎、盛文社） 1926
- 『趣味の伊賀路 附・中大和と伊勢詣で』（勝矢剣太郎、安進舎） 1929
- 『趣味の笠置路 附・北大和路』（勝矢剣太郎、安進舎） 1929
- 『近世日本食物史』（足立勇、雄山閣） 1935
- 『西洋と日本名画物語』（石井柏亭、偕成社） 1955

### 編纂・校注
- 源経頼『左経記 (史料通覧)』日本史籍保存会、1915年。
- 『鈴木春信画集』（綜芸書院） 1927
- 『京伝傑作集』（博文館、帝国文庫） 1928
- 『近世説美少年録』（曲亭馬琴、博文館、帝国文庫） 1928
- 『浮世絵版画史画集』（総芸書院） 1929
- 『逍遙遺稿』（岩波文庫）1929、復刊1994：中野逍遙の文集
- 『南総里見八犬伝』（曲亭馬琴、博文館、帝国文庫） 1930
- 『春峯庵華宝集』（若林翠光） 1934：偽作のカタログ
- 『史料大成 8 第8 中右記 第1(藤原宗忠)』（矢野太郎 校訂）内外書籍、1934年。
- 『史料大成 9 第9 中右記 第2(藤原宗忠)』内外書籍、1934年。
- 『史料大成10 第10 中右記 第3(藤原宗忠)』内外書籍、1934年。
- 『史料大成11 第11 中右記 第4(藤原宗忠)』内外書籍、1934年。
- 『史料大成12 第12 中右記 第5(藤原宗忠)』内外書籍、1935年。
- 『史料大成13 第13 中右記 第6(藤原宗忠)』内外書籍、1935年。
- 『史料大成14 第14 中右記 第7(藤原宗忠)』内外書籍、1935年。
- 『東海道中膝栗毛』（十返舎一九、朝日新聞社、日本古典全書） 1953
- 高山林次郎 著、姉崎正治 共 編『樗牛全集 : 改訂註釈 第1巻』日本図書センター、1980年3月。
- 『樗牛全集 : 改訂註釈 第2巻』1980年3月。
- 『樗牛全集 : 改訂註釈 第3巻』1980年3月。
- 『樗牛全集 : 改訂註釈 第4巻』1980年3月。
- 『樗牛全集 : 改訂註釈 第5巻』1980年3月。
- 『樗牛全集 : 改訂註釈 第6巻』1980年3月。
- 『樗牛全集 : 改訂註釈 第7巻』1980年3月。

### 翻訳
- 『通俗シエークスピーア物語』（チャールズ・ラム / メアリ・ラム、通俗教育普及会出版局） 1916
- 『水滸伝』（改造社、世界大衆文学全集） 1930
- 『琵琶記物語』（高則誠、博多成象堂） 1939